# خالد بن محمد الانقری
خالد بن محمد العنقری (زاده ۱۹۵۲) سیاستمدار سعودی است که بین سال‌های ۱۹۹۱ تا ۸ دسامبر ۲۰۱۴ وزیر آموزش عالی بود. او در فوریه ۲۰۱۶ به عنوان سفیر عربستان سعودی در فرانسه منصوب شد.
الانقری در سال ۱۹۵۲ در جده به دنیا آمد او در سال ۱۹۸۱ دکترای جغرافیا را از دانشگاه فلوریدا دریافت کرد، و دکترای افتخاری را از دانشگاه ام القری در سال ۲۰۱۷ دریافت کرد